# Web of the Yearの一覧
Web of the Yearの一覧（ウェブ・オブ・ザ・イヤーのいちらん）では、各年のWeb of the Yearにおける年間総合大賞・特別賞1位・部門賞1位のウェブサイトを列挙する。

## 1999年
- 年間総合大賞 - インターネットの本屋さんまぐまぐ

部門賞
- 新人賞 - ISIZE
- 話題賞 - 笑う犬の冒険
- 無料サービス賞 - インターネットの本屋さんまぐまぐ
- EC・有料サービス賞 - 楽天市場

カテゴリ賞
- ニュース - Yahoo!ニュース
- メディア - フジテレビホームページ
- コンピュータ - 窓の杜
- エンターテインメント - @ぴあ
- 生活情報 - Chance It!
- 旅行・地域情報 - MapFan Web
- ビジネスと経済・金融 - Yahoo!ファイナンス
- スポーツ - Yahoo!スポーツ
- 子ども・ファミリー向け - ディズニー・オフィシャルホームページ
- コミュニティ - Yahoo!掲示板

## 2000年
- 年間総合大賞 - Yahoo!ニュース

部門賞
- 新人賞 - MUJI.net
- 話題賞 - あなたの値段を鑑定します

カテゴリ賞
- ニュース - Yahoo!ニュース
- メディア - フジテレビ
- コンピュータ - 窓の杜
- スポーツ - 中田英寿オフィシャルホームページ
- エンターティメント - Chance It!
- 生活情報 - ぐるなび
- ビジネスと金融 - Yahoo!ファイナンス
- 旅行・タウン情報 - 東京ディズニーランド
- コミュニティ - Yahoo!掲示板
- ショッピング・オークション - 楽天市場
- 無料サービス - まぐまぐ

## 2001年
- 総合大賞 - 楽天市場

特別賞
- 新人賞 - ユニバーサル・スタジオ・ジャパン
- 話題賞 - 首相官邸

カテゴリ賞
- ニュース - Yahoo!ニュース
- メディア - フジテレビ
- 懸賞＆得するサービス - Chance It!
- 無料サービス - まぐまぐ
- 総合ショッピング/オークション - 楽天市場
- 専門ショッピング - ユニクロドットコム
- エンターテインメント・趣味 - ザ!鉄腕!DASH!!
- コンピュータとインターネット - 窓の杜
- 生活情報 - ぐるなび
- コミュニティ - 2ちゃんねる
- 旅行と地域情報 - 旅の窓口
- スポーツ - Yahoo!スポーツ
- ビジネスと金融 - Yahoo!ファイナンス

## 2002年
- 年間総合大賞 - Yahoo!ニュース

特別賞
- 新人賞 - Yahoo!パーソナルズ
- 話題賞 - 2002 FIFAワールドカップ

部門賞
- ニュース - Yahoo!ニュース
- メディア - フジテレビ
- 懸賞＆得するサービス - ふくびき.com
- 無料サービス - まぐまぐ
- 総合ショッピング・オークション - 楽天市場
- 専門ショッピング - Amazon.co.jp
- エンターテインメント・趣味 - ザ!鉄腕!DASH!!
- コンピュータとインターネット - 窓の杜
- 生活情報 - ぐるなび
- コミュニティ - 2ちゃんねる
- 旅行と地域情報 - 旅の窓口
- スポーツ - Yahoo!スポーツ
- ビジネスと金融 - イーバンク銀行

## 2003年
- 年間総合大賞 - Yahoo!ニュース

特別賞
- 新人賞 - Yahoo!アバター
- 話題賞 - 踊る大捜査線オフィシャルサイト

部門賞
- ニュース - Yahoo!ニュース
- メディア - フジテレビ
- 実用情報・サイト検索 - Yahoo!検索
- オンラインサービス - Yahoo!メール
- ショッピング・オークション - Yahoo!オークション
- 旅行・チケット予約 - 旅の窓口
- コンピュータとインターネット - 窓の杜
- エンターテインメント - DASH WEB
- 生活情報 - 伊東家の食卓
- スポーツ - Yahoo!スポーツ
- 懸賞＆得するサービス - ふくびき.com
- コミュニティ - 2ちゃんねる
- ブロードバンド - Yahoo!テレビ 名作アニメクラブ

## 2004年
- 年間総合大賞 - 該当なし

特別賞
- 新人賞 - Yahoo!知恵袋
- 話題賞 - 電車男
- ポータル賞 - Yahoo! JAPAN

部門賞
- ニュース・メディア - フジテレビ
- オンラインサービス - Yahoo!メール
- ショッピング・オークション - Yahoo!オークション
- 旅行・チケット予約 - 楽天トラベル
- コンピュータ・インターネット - 窓の杜
- エンターテインメント - ハンゲーム
- 生活情報 - ぐるなび
- スポーツ - スポーツナビ
- 懸賞・得するサービス - 5050jp
- コミュニティ - 2ちゃんねる
- マネー - イーバンク銀行
- ブロードバンド - Yahoo!動画

## 2005年
- 年間総合大賞 - mixi

特別賞
- 話題賞 - mixi
- 新人賞 - GyaO

部門賞
- 情報検索 - Yahoo! JAPAN
- ニュース - asahi.com
- オンラインサービス - Yahoo!メール
- ショッピング・オークション - Yahoo!オークション
- 旅行・チケット予約 - じゃらんnet
- 生活情報 - ぐるなび
- エンターテインメント - ハンゲーム
- マネー - イーバンク銀行
- テレビ・ラジオ - フジテレビ
- コンピュータ - 窓の杜
- コミュニティ - 2ちゃんねる
- お得なサービス - ネットマイル
- 動画・音楽配信 - GyaO

## 2006年
- 年間総合大賞 - ウィキペディア日本語版

特別賞
- 話題賞 - YouTube
- 新人賞 - イザ!

部門賞
- ウェブ情報源 - ウィキペディア
- コミュニティ - mixi
- 動画 - YouTube
- 音楽 - iTunes Store
- 地図 - Google マップ
- 旅行 - じゃらんnet
- ショッピング - Amazon.co.jp
- オンラインフォト・ストレージ - Yahoo!フォト
- ブログサービス - Ameba by CyberAgent アメブロ
- 店舗検索 - ぐるなび
- エンターテインメント - ハンゲーム
- オンラインバンク - イーバンク銀行
- オンライントレード - イー・トレード証券
- コンピュータ -窓の杜
- 情報検索 - Google
- ニュース - NIKKEI NET
- スポーツ - スポーツナビ
- プロバイダ - Yahoo! BB

## 2007年
- 年間総合大賞 - ウィキペディア日本語版

特別賞
- ネットレイティングス賞 - ニコニコ動画
- 話題賞 - 脳内メーカー
- プロバイダ賞 - Yahoo! BB

部門賞
- 知識・情報部門 - ウィキペディア
- コミュニティ - mixi
- 動画 - YouTube
- 地図 - Google マップ
- 旅行 - じゃらんnet
- ショッピング - 楽天市場
- 店舗検索 - ぐるなび
- エンターテインメント - 脳内メーカー
- コンピュータ - 窓の杜
- オンラインバンク - イーバンク銀行
- オンライントレード - イー・トレード証券
- 検索 - Google
- ニュース・スポーツ - NIKKEI NET
- プロバイダ - Yahoo! BB
- ブログサービス - Yahoo!ブログ
- ポイント - ネットマイル